# Dereń kiszony
Dereń kiszony – przetwór z ukiszonych, niezupełnie dojrzałych owoców derenia jadalnego (Cornus mas), znany w kuchni rzymskiej i polskiej.

## Przyrządzanie
Przygotowanie derenia kiszonego wymaga zebrania w pełni uformowanych, ale jeszcze niedojrzałych owoców, gdy są zielone albo najwyżej bladoróżowe. Kisi się je podobnie do ogórków, w beczce zalane mocną solanką. Przyprawia się je liściem laurowym oraz, zależnie od przepisu, zielonym koprem lub cząbrem. Można je także przed zakiszeniem przetrzymać do lekkiego zwiędnięcia jak też ugotować. Po zakiszeniu można je także zalać oliwą.
Przetwór jest dostępny jako produkt przemysłowy. Opublikowane wyniki badań naukowych wskazują na znaczne wartości odżywcze kiszonego derenia.

## Historia
W starożytnym Rzymie o przyrządzaniu zapraw z owoców derenia pisali w I wieku naszej ery Columella oraz Pedanios Dioskurydes, którego medyczne dzieła po przetłumaczeniu spowodowały pewne zainteresowanie tym przetworem w Anglii XVII wieku.
Przepisy na dereń kiszony są poświadczone w kilku wydanych na ziemiach polskich książkach kucharskich w początkach XIX wieku, w tym w anonimowym poradniku „Sposób robienia mydła, świec, octów, przyprawiania owoców, solenia i wędzenia mięsa, pieczenia chleba, warzenia piwa i robienia krochmalu” wydanym we Lwowie w 1801 roku. Kiszone owoce derenia zastępowały dawniej oliwki, do których były podobne w smaku i wyglądzie. Potwierdza to rękopis z 1782 roku, który wśród informacji o jagodach derenia podaje iż „Jagody dereniowe niedoźrzałe zamiast oliwków zażywają do potraw”. Przetwór ten był elementem kuchni dworskiej Małopolski Wschodniej i Kresów Wschodnich. Stanowił tam składnik sosów podawanych do pieczonych mięs. Wywiad etnograficzny wskazuje na jego sporządzanie w dworze w Bolestraszycach w pierwszej połowie XX wieku.
W 2008 roku „Dereń kiszony podkarpacki” został wpisany na listę produktów tradycyjnych w województwie podkarpackim.